# Paul Staffeldt Matthiesen
Paul Staffeldt Matthiesen (11. september 1891 i Ordrup – 1. marts 1979) var en dansk arkitekt.
Paul Staffeldt Matthiesen var søn af figurmaler Oscar Adam Otto Villiam Matthiesen og Camilla Marie Martine Larsen. Han var som ung ansat hos kirkearkitekten Harald Lønborg-Jensen i 1920'erne og blev præget af denne, da han oprettede sin egen tegnestue. Han havde ingen formel uddannelse, men vandt Københavns Kirkefonds konkurrence om Kildevældskirken, opført i middelalderstil med altertavle af faderen. Matthiesen kom siden hen til at tegne flere kirker for Kirkefondet, der var direkte parafraser over den sjællandske landsbykirkes murstensgotik, der lå fjernt fra samtidens modernisme.
Han blev gift 3. april 1965 i Vangede med Mary Johanne Larsen (21. februar 1901 i Norge – 10. marts 1979).

## Værker
- Simon Peters Kirke, Amager, København (1930-44)
- Kildevældskirken, Bryggervangen, København (1933)
- Højdevangskirken, Amager, København (1934-35, konkurrence 1929)
- Jægersborg Kirke, Jægersborg (1939-41)
- Vigerslev Kirke, Valby (1941)
- Flintholm Kirke, Frederiksberg (1949, indrettet i barak, nybygning 1960)

## Galleri
- Simon Peters Kirke
- Kildevældskirken
- Højdevangskirken
- Jægersborg Kirke
- Vigerslev Kirke
- Flintholm Kirke